# Poloșkî, Hluhiv
Poloșkî (în ucraineană Полошки) este o comună în raionul Hluhiv, regiunea Sumî, Ucraina, formată numai din satul de reședință.

## Demografie
Componența lingvistică a comunei Poloșkî
     Ucraineană (98,95%)
     Alte limbi (1,04%)
Conform recensământului din 2001, majoritatea populației comunei Poloșkî era vorbitoare de ucraineană (98,95%), existând în minoritate și vorbitori de alte limbi.